# Skovsgård (Humble Sogn)
 For alternative betydninger, se Skovsgård. (Se også artikler, som begynder med Skovsgård)
Skovsgård (også benævnt Skovsgaard) er en gammel hovedgård 11 km sydøst for Rudkøbing på Langeland. Den nævnes første gang i 1457. Hovedbygningen er opført i 1887-1889 ved Jens Vilhelm Petersen. Der er offentlig adgang til Skovsgård Gods fra 1. maj til 30. september.
Skovsgård Gods er på 394 hektar og ejes i dag af Den Danske Naturfond, der arbejder på et projekt som skal forene fødevareproduktion, etablering af vild natur og oplevelsesøkonomi. Planen er at 234 hektar marker, naturarealer og skov skal indhegnes, så der kan udsættes kvæg, vildheste og grise, for at genskabe naturlige dynamikker, til gavn for natur og biodiversitet, såkaldt "Rewilding".
For at invitere befolkningen ind på området er der anlagt stier som udgår fra Skovsgaard Gods, hvor der er etableret publikumsfaciliteter og kulturtilbud som også tilbyder arrangementer og overnatningsmuligheder under et kaldet Naturdestination Skovsgaard.

## Ejere af Skovsgård
- (1457-1459) Peder Modeskal
- (1459-1483) Mattes Mads Jonsen Hvitax
- (1483-1510) Jes Mattesen Hvitax
- (1510) Anne Jesdatter Hvitax gift Lvd
- (1510-1543) Mads Lvd
- (1543-1558) Claus Jørgensen Daa
- (1558-1563) Karen Clausdatter Daa gift Pors
- (1563-1603) Stig Pors
- (1603-1609) Rudbek Stigsen Pors
- (1609-1631) Kirsten Eriksdatter Norby gift Pors
- (1631) Stig Rudbeksen Pors / Karen Rudbeksdatter Pors / Sophie Rudbeksdatter Pors gift Gagge
- (1631-1643) Stig Rudbeksen Pors
- (1643) Sophie Rudbeksdatter Pors gift Gagge
- (1643-1667) Claus Gagge
- (1667-1708) Rudbek Clausen Gagge
- (1708-1709) Sophie Christine Rudbeksdatter Kaas gift Gagge
- (1709-1756) Jørgen Kaas
- (1756) Birgitte Sophie Jørgensdatter Kaas gift von Pultz
- (1756-1760) Henrik Christoph von Pultz
- (1760-1791) Hans Mikkelsen / Laurids Mikkelsen / Rasmus Mikkelsen
- (1791-1797) Laurids Mikkelsen
- (1797-1800) Ane Kristine Overgaard gift Mikkelsen
- (1800-1829) Hans Lauridsen Mikkelsen
- (1829-1863) Dorthe Kristine Johansdatter gift Mikkelsen
- (1863) Laurine Hansdatter Mikkelsen gift Møller
- (1863-1883) Jacob Møller
- (1883-1900) Laurine Hansdatter Mikkelsen gift Møller
- (1900-1926) Hans Lauritzen Møller
- (1926-1929) Jeppa Hastrup gift Møller
- (1929-1951) Thyra Laurine Dorthea Lauritzen Møller gift Fuglede
- (1951-1979) Ellen Margrethe Ingeborg Lauritzen Fuglede
- (1979-) Danmarks Naturfond